# Флора Драммонд
Флора МакКінон Гібсон, у шлюбі Драммонд (англ. Flora McKinnon Drummond; 4 серпня 1878 — 17 січня 1949) — британська суфражистка та суфражетка на прізвисько «Генерал» за звичку очолювати марші за права жінок у військовій формі «з офіцерським кашкетом і еполетами», верхи на великому коні. Як учасниця Жіночого соціального-політичного союзу (WSPU), 9 разів була арештована за активну участь в жіночому виборчому русі, де керувала організацією мітингів, маршів і демонстрацій, а також вважалася досвідченою ораторкою, здатною з легкістю пригнічувати хеклерів.

## Ранні роки
Флора МакКіннон Гібсон народилася в Манчестері у Сари (до шлюбу Кук) і Френсіса Гібсона. Її батько був кравцем, і поки Флора була ще малою дитиною, сім'я переїхала в Пірнмілл на острові Арран, на батьківщину матері. Після закінчення середньої школи у віці 14 років Флора переїхала в Глазго, щоб пройти бізнес-курси в школі цивільної служби. Вона отримала достатню кваліфікацію, щоб отримати посаду поштмейстера, але їй відмовили через її зріст — 5 футів 1 дюйм (1,55 м) при мінімальній вимозі 5 футів 2 дюйми (1,57 м).
Флора Гібсон продовжила навчання в Товаристві мистецтв стенографії та машинопису, але не змогла змиритися з проявами дискримінації, коли жінки були позбавлені права працювати через таку причину, як недостатній зріст. Після одруження вона з чоловіком Джозефом Драммондом повернулася в рідне місто, де вони активно брали участь в діяльності Товариство Фабіана і Незалежної Лейбористської партії.

## Політичний активізм

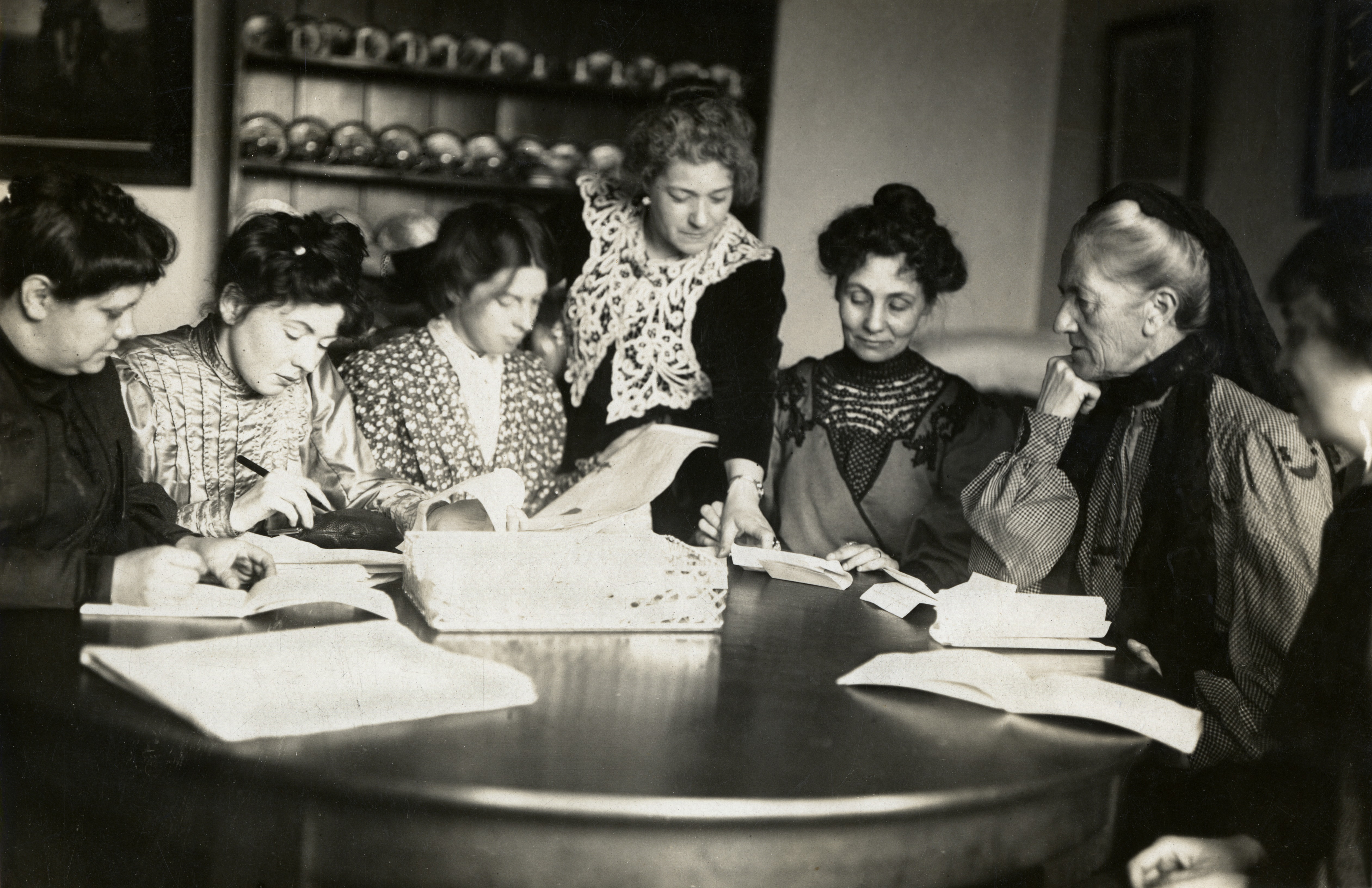
Флора Драммонд з Кристабель Панкгерст, Енні Кенні, Еммелін Панкгерст, Шарлотт Деспард і інші, 1906—1907

Флора Драммонд приєдналася до WSPU в 1906 році. Після зустрічі з виборцями, організованої Ліберальною партією в Залі вільної торгівлі в Манчестері, британських суфражисток Кристабель Панкгерст і Енні Кінні було заарештовано і поміщено під варту за тиск на кандидата Вінстона Черчілля, який полягав у питанні: «Якщо ви будете обрані, зробите ви все можливе, щоб на рівні уряду домогтися виборчого права для жінок?». Коли обидві активістки були звільнені, WSPU провела святковий мітинг в Манчестері, на якому була присутня Флора Драммонд, що стала свідком їх арешту, де її переконали приєднатися до руху. Незабаром після цього Драммонд переїхала в Лондон і до кінця 1906 року відбула свій перший термін в Голловей після арешту в Палаті громад. Флора Драммонд прославилася сміливими і захоплюючими трюками, наприклад, в 1906 році, коли вона зуміла прослизнути в відчинені двері будинку 10 по Даунінґ-стріт, в той час, як її компаньйонку Ірен Міллер заарештовували за стукіт у двері. А в 1908 році Драммонд найняла човен, щоб підійти до Вестмінстерського палацу з боку Темзи і поговорити з членами парламенту, які сидять на терасі біля річки.

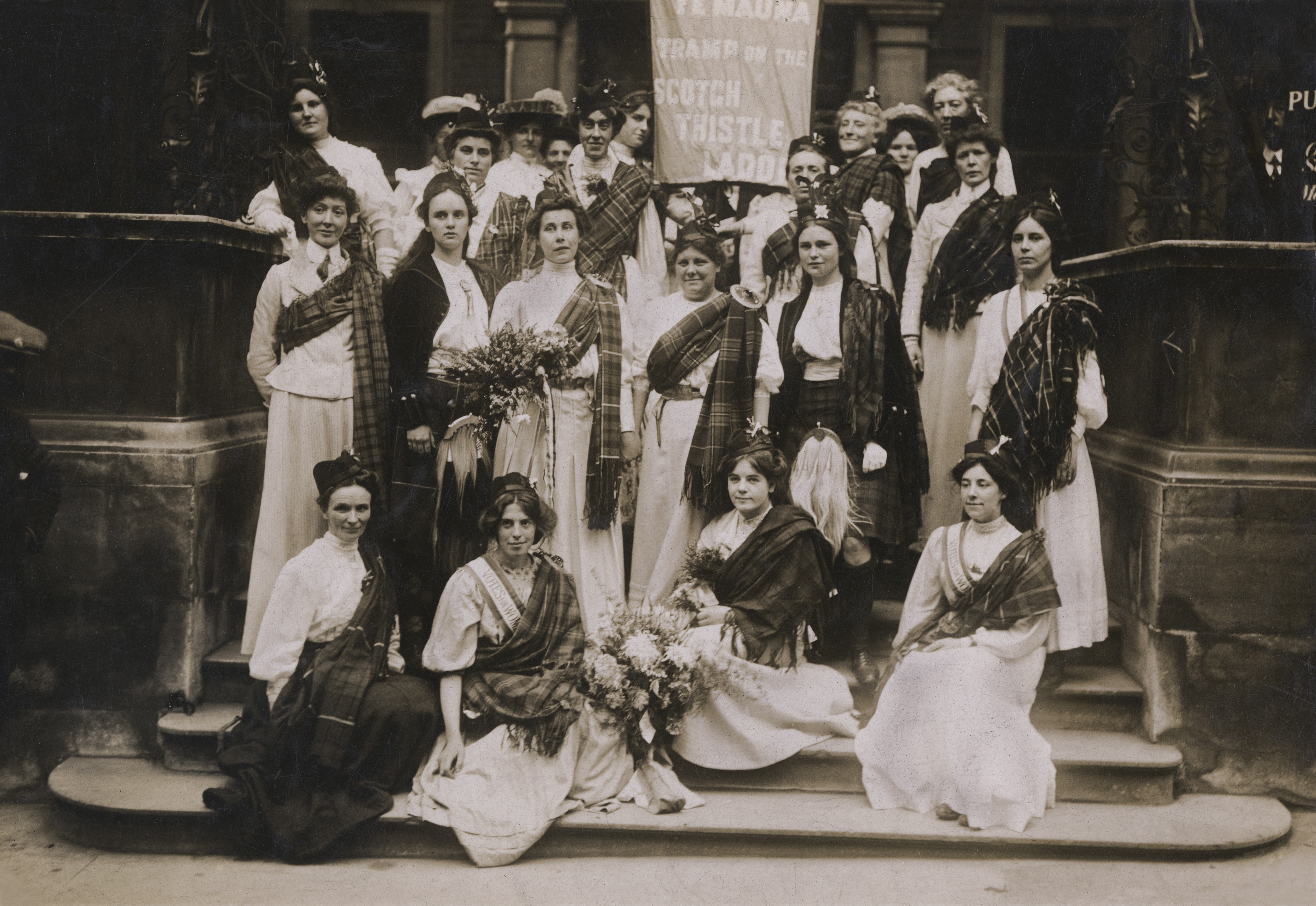
Флора Драммонд (в центрі) з суфражистками в шотландках з плакатом: Ye Mauna Tramp on the Scotch Thistle Laddie

Коли Мері Філліпс, яка працювала у відділенні WSPU в Глазго, була звільнена з в'язниці після відбуття найдовшого (3 місяці) терміну, її зустрічала Флора Драммонд і інші суфражистки, з волинками, позуючи в шотландці для фото під гаслом «Ye Mauna Tramp on the Scotch Thistle Laddie». Так шотландські суфражистки порівнювали свою боротьбу з повстанням Вільяма Воллеса. Драммонд також зустрічала Кетрін Корбетт і інших, звільненими після голодування в тюрмі, що були заарештовані після заворушень на зустрічі Вінстона Черчілля в Данді.
Флора Драммонд була ключовою організаторкою мітингу на Трафальгарській площі в жовтні 1908, який привів до тримісячного терміну в Голловей разом з Кристабель і Еммелін Панкгерст за «підбурювання до нападу на Палату громад». Як покарання активісткам запропонували погодитися на підписку про невиїзд на 12 місяців, замість тюремного ув'язнення, але всі троє вибрали Голловей. До ув'язнення Драммонд перебувала на ранніх термінах вагітності, і після непритомності її перевели в тюремну лікарню, а після — достроково звільнили з причини поганого самопочуття. Коли Драммонд виходила з в'язниці, Еммелін Панкгерст порушила «правило мовчання», яке забороняло ув'язненим суфражисткам розмовляти одна з одною, вигукнувши: «Я рада, що тепер Ви зможете продовжити роботу!».
Драммонд отримала спеціальну медаль «За звитягу, виявлену в ході голодування від WSPU».
У жовтні 1909 року Драммонд організувала перший масштабний марш в Единбурзі у відповідь на критичний коментар керівництва WSPU, опублікований в союзній газеті Голоси для жінок. У ньому йшлося: «Гарний, гордовитий, гідний, строгий Единбург, з вашим обережним стійким народом, ви ще не прокинулися, щоб взяти участь в наших бойових діях?». Темою маршу став слоган «Робили, робимо і будемо робити», в якому брали участь жінки, що несуть прапори і грають на волинках, одягнені в робочий одяг або постали в образі історичних постатей Шотландії. Десятки тисяч людей вийшли на вулиці Единбурга, щоб подивитися на цю ходу, і «Edinburgh Evening Dispatch» визнало заходів успішним.
У 1913 році Драммонд і Енні Кінні організували зустріч представниць WSPU з провідними політиками Девідом Ллойд Джорджем і сером Едвардом Ґреєм. Зустріч була з умовою участі представниць робітничого класу. Вони розповіли про жахливі умови праці, невідповідні із оплатою, а також поділилися надією на те, що право голосу дозволить їм заперечити статус-кво демократичним шляхом. Еліс Гокінс з Лестера розповідала, що її колеги-чоловіки в якості свого представника могли вибрати тільки чоловіка, а інтереси жінок представляти було нікому.
У травні 1914 року Драммонд і Нора Дакр Фокс (пізніше відома як Нора Елам) тримали в облозі будинки лорда Карсона і лорда Лансдауна, провідних членів Ольстерської профспілки. Суфражетки закликали до агресивних дій, спрямованих проти Білля про самоврядування, що обговорювався в парламенті. Драммонд і Дакр Фокс вручили повістки з вимогою з'явитися перед судом за «підбурливі речі» і заохочення агресії серед жінок. Їх відповідь журналістам, які брали у них інтерв'ю, звучала приблизно так: «Ми припускали сховатися у лорда Карсона і лорда Лансдауна, які також виступали з підбурливими промовами і заохочували агресію в Ірландії, і які за це знаходяться під захистом влади». Пізніше в той же день обидві активістки постали перед судом, були засуджені до тюремного ув'язнення і доставлені в Голловей, де негайно почали голодування, і пізніше зазнали примусового годування.

## Відмова від активних дій
Умови утримання Драммонд в тюрмі, включаючи кілька голодувань, завдали великої шкоди її здоров'ю, і в 1914 році вона провела деякий час на Аррані, щоб відновити сили. А після повернення до Лондона на початку Першої світової війни зосередила свої зусилля на публічних виступах і управлінні, а не прямих діях, таким чином уникаючи подальших арештів. Вона залишалася видатною учасницею руху, і в 1928 році на похоронах Еммелін Панкгерст в процесії вона слідувала за покійною.
У 1930-х Драммонд організувала Жіночу Гільдію Імперії, яка протистояла комунізму і фашизму. Її колишня партнерка за протестнимм акціями Нора Елам, що стала однією з провідних членів Британського союзу фашистів Мослі, написала уїдливу замітку про Гільдію, назвавши її антифашистським цирком, а колишню подругу описала як «згаслий вулкан».
Флора Драммонд розлучилися з чоловіком у 1922 році і в тому ж році пошлюбила двоюрідного брата Алана Сімпсона. Сімпсон був убитий під час повітряного нальоту в 1944 році;
Флора Драммонд померла в 1949 році після інсульту у віці 70 років.

## Визнання
Її ім'я і фотографія (а також 58 інших прихильниць жіночого виборчого права) вигравіювані на постаменті статуї Міллісент Фосетт на Парламентській площі в Лондоні, що була відкрита в 2018 році.